# 赛义德·伊姆兰·艾哈迈德·沙阿
赛义德·伊姆兰·艾哈迈德·沙阿（1962年8月16日—）是一名巴基斯坦政治家，自2018年8月以来一直是巴基斯坦国民议会成员。此前，他曾在2008年至2018年5月担任国民议会议员。

## 早年
1962年8月16日出生。

## 政治生涯
阿末沙在2002巴基斯坦大选中以巴基斯坦穆斯林聯盟（謝里夫派）候选人的身份从NA-160选区竞选巴基斯坦国民议会議員，但未获成功。他获得了43,241张选票。
在2008年巴基斯坦大选中，他从NA-160选区当选为巴基斯坦穆斯林聯盟（謝里夫派）候选人，获得59,373张选票。进入国民议会。
他在2013年巴基斯坦大选中从NA-160选区再次当选並进入国民议会。 他获得99,553张选票，击败了巴基斯坦正义运动党候选人莫哈末阿里·沙库尔。
2017年10月，阿末沙被任命为国民议会私有化常设委员会主席。
他在2018年巴基斯坦大选中再次当选为来自NA-147选区的巴基斯坦穆斯林聯盟（謝里夫派）候选人。